# Казацкий сельский совет (Конотопский район)
Казацкий сельский совет (укр. Козацька сільська рада) — входит в состав
Конотопского района
Сумской области
Украины.
Административный центр сельского совета находится в 
с. Казацкое
.

## Населённые пункты совета
- с. Казацкое
- с. Вовчик
- с. Новомутин
- с. Щёкинское